# فرانك بينو
فرانك بينو (بالفرنسية: Franck Pineau)‏ ولد بتاريخ 27 مارس 1963 في بورجيز، هو دراج فرنسي سابق.

## روابط خارجية
- فرانك بينو على موقع أرشيف الدراجات (الإنجليزية)
- فرانك بينو على موقع إحصائيات الدراجات الإحترافية (الإنجليزية)